# Католицька церква в Екваторіальній Гвінеї
Като́лицька це́рква в Екваторіа́льній Гвіне́ї — найбільша християнська конфесія Екваторіальної Гвінеї. Складова всесвітньої Католицької церкви, яку очолює на Землі римський папа. Керується конференцією єпископів. Станом на 2004 рік у країні нараховувалося близько 548 000 католиків (93,52% від усього населення). Існувало 3 діоцезій, які об'єднували 69 церковних парафій.  Кількість  священиків — 108 (з них представники секулярного духовенства — 63, члени чернечих організацій — 45), постійних дияконів — 2, монахів — 86, монахинь — 208.